# Guipel
Guipel é uma comuna francesa na região administrativa da Bretanha, no departamento Ille-et-Vilaine. Estende-se por uma área de 25,16 km². Em 2010 a comuna tinha 1 735 habitantes (densidade: 69 hab./km²).